# I Am Tour (gira de Leona Lewis)
El I Am Tour es la tercera gira de conciertos de la cantante británica Leona Lewis en donde promociona su quinto álbum de estudio I Am. La gira dio inicio el 21 de febrero de 2016 en Liverpool, y finalizó el 11 de marzo de 2016 en Plymouth.

## Repertorio
1. "I Am
2. "Better in Time"
3. "Footprints in the Sand"
4. "A Moment Like This"
5. "Bleeding Love"
6. "The Essence of Me"
7. "Time After Time"
8. "Thank You"
9. "Stay with Me"  (A cover version originally performed by Sam Smith)

Encore
1. "I Got You"
2. "Run"

## Fechas de la Gira
| Reino Unido           |             |             |                              |
| 21 de febrero de 2016 | Liverpool   | Reino Unido | Liverpool Empire             |
| 22 de febrero de 2016 | Sheffield   | Reino Unido | Sheffield City Hall          |
| 24 de febrero de 2016 | Mánchester  | Reino Unido | Manchester Bridgew Ater Hall |
| 25 de febrero de 2016 | Gateshead   | Reino Unido | Gateshead The Sage           |
| 27 de febrero de 2016 | Bournemouth | Reino Unido | Internacional Center         |
| 28 de febrero de 2016 | Birmingham  | Reino Unido | Birmingham Symphony Hall     |
| 1 de marzo de 2016    | Bristol     | Reino Unido | Bristol Colston Hall         |
| 2 de marzo de 2016    | Cardiff     | Reino Unido | Cardiff David Hall           |
| 4 de marzo de 2016    | Londres     | Reino Unido | London Palladium             |
| 5 de marzo de 2016    | Londres     | Reino Unido | London Palladium             |
| 7 de marzo de 2016    | Ipswich     | Reino Unido | Ipswich Regent               |
| 8 de marzo de 2016    | Glasgow     | Reino Unido | Glasgow Cyde Auditorium      |
| 10 de marzo de 2016   | Nottingham  | Reino Unido | Royal Concert Hall           |
| 11 de marzo de 2016   | Plymouth    | Reino Unido | Phymouth Pavillon            |

- Datos: Q23022388